# Pathology (film)
Pour plus de détails, voir Fiche technique et Distribution.
Pathology ou Pathologie au Québec, est un thriller psychologique américain réalisé par Marc Schöelermann, sorti en 2008.

## Synopsis
Le docteur Ted Grey, brillant étudiant en médecine récemment diplômé de Harvard, rejoint l'une des équipes de pathologistes les plus renommées des États-Unis. Son arrivée et son talent excitent l'intérêt de ses camarades, notamment celui des docteurs Jake Gallo et  Juliette Bath. Loin de sa fiancée Gwen et de son univers protecteur, Ted se laisse entraîner dans le jeu macabre que se livrent les étudiants entre eux : tuer une personne quelconque sans que les autres ne puissent trouver la cause de la mort.

## Fiche technique
- Titre original et français : Pathology
- Titre québécois : Pathologie
- Réalisation : Marc Schöelermann
- Scénario : Mark Neveldine et Brian Taylor
- Direction artistique : Talon McKenna
- Décors : Jerry Fleming
- Costumes : Frank Helmer
- Photographie : Ekkehart Pollack
- Montage : Todd E. Miller
- Musique : Johannes Kobilke (de) et Robb Williamson
- Production : Gary Gilbert, Gary Lucchesi (en), Mark Neveldine, Tom Rosenberg, Brian Taylor, Skip Williamson et Richard S. Wright
- Sociétés de production : Lakeshore Entertainment, Metro-Goldwyn-Mayer et Camelot Pictures
- Sociétés de distribution : Metro-Goldwyn-Mayer (États-Unis), StudioCanal (France, DVD)
- Pays d’origine :  États-Unis
- Langue originale : anglais
- Format : couleur - 2,35:1 - 35 mm - son Dolby Digital
- Genre : thriller psychologique
- Durée : 95 minutes
- Dates de sortie :
  - États-Unis : 11 avril 2008
  - Canada : 23 septembre 2008 (DVD)
  - Suisse : 15 octobre 2010
  - France : 19 octobre 2010 (DVD)
- Public : interdit aux moins de 12 ans

## Distribution
- Milo Ventimiglia (V.Q. : Hugolin Chevrette)[1] : Dr Ted Grey
- Michael Weston (V.Q. : Paul Sarrasin) : Dr Jake Gallo
- Alyssa Milano (V.Q. : Camille Cyr-Desmarais) : Gwen Williamson
- Lauren Lee Smith (V.Q. : Mélanie Laberge) : Dr Juliette Bath
- Johnny Whitworth (V.Q. : Nicholas Savard L'Herbier) : Griffin Cavanaugh
- John de Lancie (V.F. : Jean-François Kopf ; V.Q. : Pierre Chagnon) : Dr Quentin Morris
- Mei Melançon (V.Q. : Aurélie Morgane) : Dr Catherine Ivy
- Keir O'Donnell (V.F. : Benjamin Pascal[2] ; V.Q. : Philippe Martin) : Dr Ben Stravinsky
- Buddy Lewis : Harper Johnson
- Dan Callahan : Chip Bentwood

## Production
La production Lakeshore Entertainment a réuni les acteurs comme Milo Ventimiglia et Alyssa Milano issus des séries télévisées américaines pour le besoin de ce thriller psychologique au budget de 8 000 000 de dollars confié au réalisateur allemand Marc Schöelermann. Le scénario a été écrit par Mark Neveldine et Brian Taylor, également producteurs de ce long-métrage. Toutes les scènes ont été filmées en quatorze joursà partir du mai 2007 à Los Angeles en Californie(USA).

## Accueil

### Sortie
Metro-Goldwyn-Mayer distribue ce film dans plusieurs « circuits » de salles aux États-Unis, le 11 avril 2008. En France, la distribution ne s'effectuera plus tard qu'en version DVD et Blu-Ray, le 19 octobre 2010 par StudioCanal.

### Accueil critique
Sur l'agrégateur américain Rotten Tomatoes, le film récolte 45 % d'opinions favorables pour 22 critiques. Sur Metacritic, il obtient une note moyenne de 55⁄100 pour 8 critiques.